# Zanella Sapucai 125
La Zanella Sapucai 125 es una motocicleta fabricada por la firma argentina Zanella Hnos. entre los años 1975 a 1978, año en el cual fue reemplazada por el modelo "Andina"..
Incorporaba un motor monocilindrico de dos tiempos, fabricado bajo licencia Minarelli, de 125 centímetros cúbicos, en cuyo exterior poseía unas grandes aletas de refrigeración, que recuerdan a un libro. Este motor también se equipó en la Surumpio 18.5, la hermana gemela estilo cross. Este estilo de motor también equipó a otros modelos posteriores, incluso algunos de mayor cilindrada, como es el caso de la Zanella RZF 22.5, la Zanella RB 200, la Zanella JR 200 y la Zanella NT 200, todas estas de 200 centímetros cúbicos de cilindrada. 
En su época la Sapucai fue considerada como un "salto" hacia la modernidad por parte de Zanella, ya que fue la primera que tenía detalles técnicos revolucionarios, como un cuadro de doble cuna, una suspensión moderna (casi idéntica a la de cualquier motocicleta de baja cilindrada de la actualidad), y un aspecto exterior mucho más acorde a su época. También fue el primero de los modelos de Zanella en incorporar un tanque de combustible de fibra de vidrio, con su característico brillo opaco. 
Su principal competidora fue la Gilera Macho 200, de similar aspecto exterior, pero con un motor de cuatro tiempos.
Las principales características de La Sapucai que la diferenciaban de su sucesora, la Andina, eran las siguientes:
- Tenía un encendido a platino, fabricado por Motoplat; mientras que la Andina poseía un encendido electrónico, también fabricado por Motoplat.
- No tenía luces de giro ni batería, pero la Andina si.
- Su farol delantero era más bien pequeño, mientras que la Andina tenía uno de mayor tamaño.

## Especificaciones Técnicas
- Motor: monocilíndrico dos tiempos, 123,5 cc

1 lumbrera de admisión, 2 transfers, 1 de escape.
Diámetro x carrera: 55 x 52 mm
Carburador: Mikuni VM 26-170
Compresión:
Geométrica: 10 a 1
Real: 7 a 1
Potencia máxima: 12,4 HP a 6801 RPM
- Rodados:

Rueda delantera: 18x300
Rueda trasera: 18x325
- Rendimiento (según manual):

Velocidad máxima: 120 km/h
Consumo: 4 litros cada 120km

## Reintroducción al mercado
En el año 2007, Zanella introdujo al mercado un nuevo modelo, y fue bautizado como Zanella sapucai G1, haciendo honor a la mítica motocicleta que fabricó décadas atrás, estéticamente es una copia del Honda CG125 , fabricado desde 1979 a 1992, solo que con algunas modificaciones en el motor, faro delantero , tablero e indicadores de giro 
Al principio de las ventas , la motocicleta tuvo una aceptación por el público un tanto positiva, ya que estaba por debajo de otras motocicletas de la misma empresa, por ejemplo el Zanella RX125 , pero aun así tenía un buen rendimiento,y su forma recuerdan a una motocicleta clásica, con una cilindrada de 124 cc y velocidad final de 110km/h a casi 9000rpm, pero al alcanzar la 
velocidad final se producen muchas vibraciones, esto se debe a que el chasis es demasiado liviano, el motor carece de soportes adicionales para esto y sus guardabarros delantero y trasero al ser metálicos a altas revoluciones estos comienzan a vibrar.

### Renovación y nuevo diseño

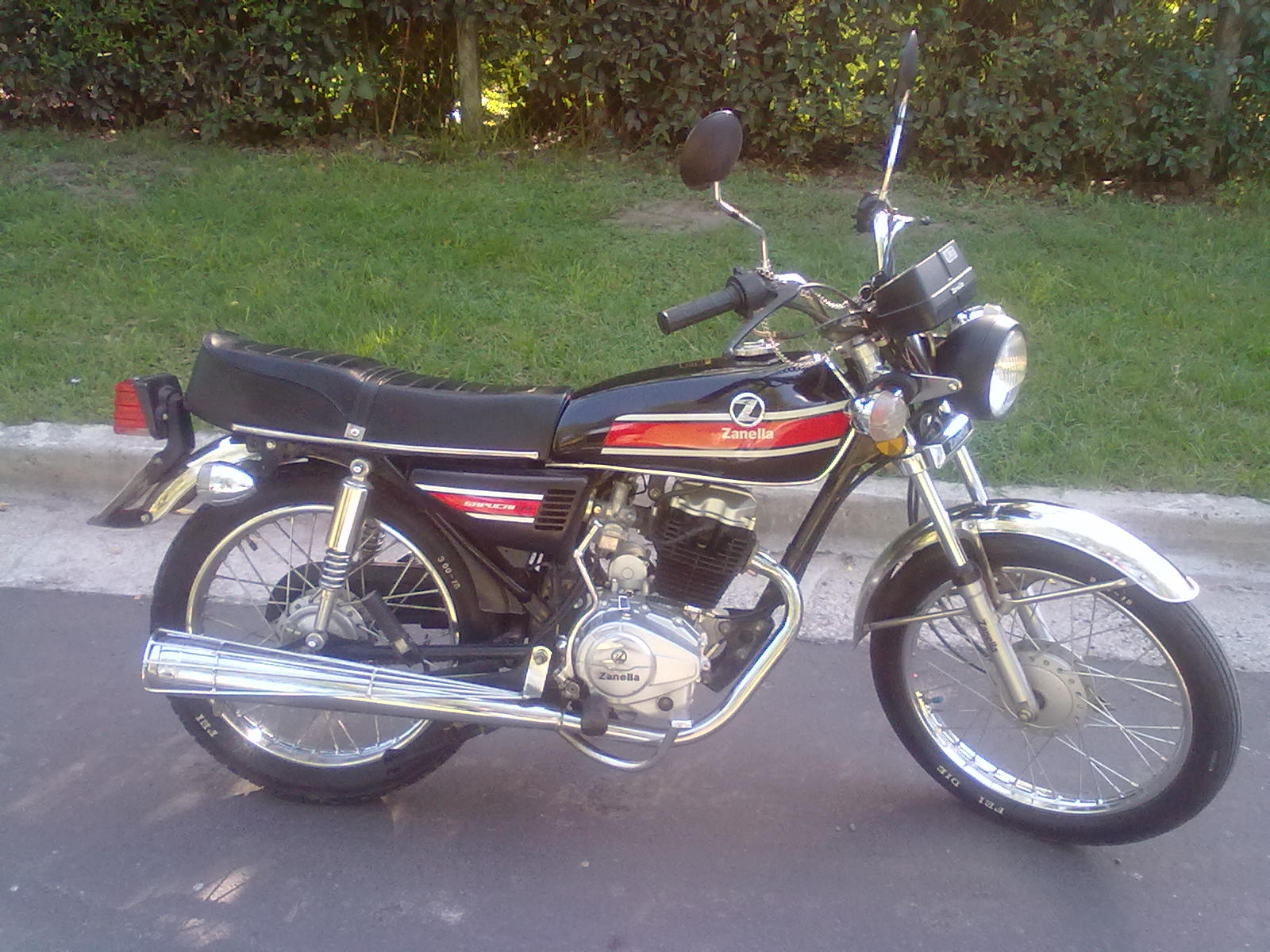
zanella sapucai 125 G1

En el año 2010 el Zanella sapucai G1 fue renovado, con un tanque de combustible diferente (generalmente con una franja roja con el logotipo de Zanella) algunos retoques en el portaequipaje y algunos cambios en las luces además de los indicadores de giro.
En el año 2013, Zanella presentó oficialmente el Zanella sapucai G1 150, su única diferencia, es de un cilindro de 149cc y un nuevo diseño en su motor

#### Zanella Sapucai 125 G2
Lo que la empresa trato de hacer en esta renovación fue alargar la vida del sapucai G1, ya que el diseño anterior ya era muy común en otras motocicletas , como su principal competidor , el Motomel CG-125 , aun así, el Zanella sapucai G1 fue la motocicleta más vendida de su serie superando en ventas a dicha competidora.
En el año 2010 Zanella lanzó al mercado el sapucai G2, (con matriz del Lifan LF 125-5E) , era una versión totalmente distinta al viejo modelo, con una imagen más moderna pero manteniendo una línea estilo retro, con un nuevo tanque de combustible, un tablero analógico mucho más moderno que el anterior, un asiento antideslizante y de un tamaño más grande que el anterior, algunos cambios en el motor, el cual fue pintado de color negro mate y con el logotipo de Zanella en el centro.
Ambos modelos se continúan fabricando en la actualidad, para los motociclistas que desean tener una motocicleta con diseño clásico y económica.
- Datos: Q6170874